# Ancistrochilus thomsonianus
Ancistrochilus thomsonianus (Rchb.f.) Rolfe (1897) es una especie de orquídea epífita originaria del oeste de África tropical.

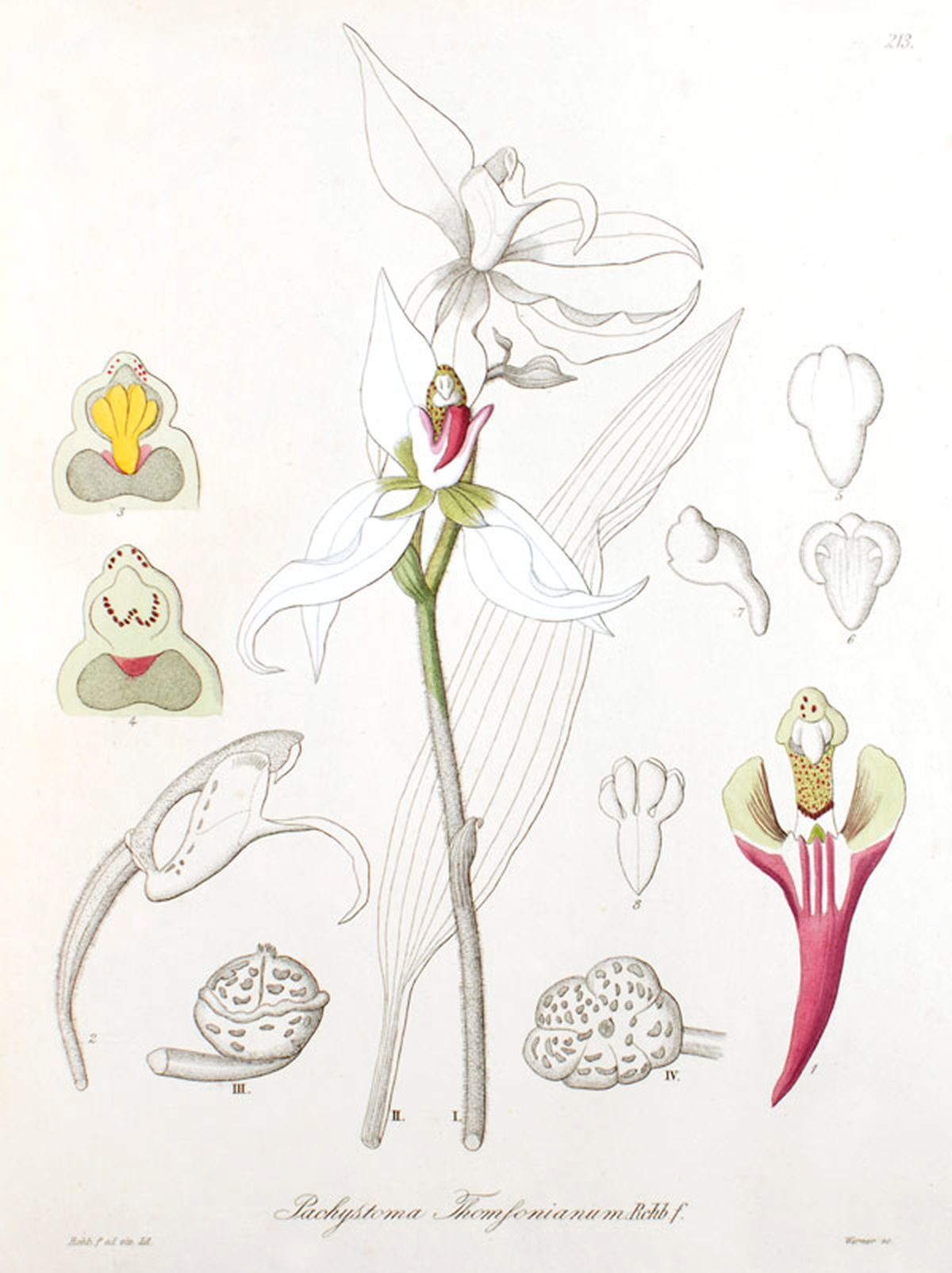
Ilustración

## Descripción
Es una planta de pequeño tamaño que prefiere clima cálido a frío, es epífita simpodial con unos pseudobulbos orbiculares, aplanados con hojas lanceoladas, acanaladas que florece en una inflorescencia con 2 a 3 flores de 5 a 7.5 cm de ancho. La floración se produce en el verano y el otoño.

## Distribución y hábitat
Se encuentran en Nigeria, República Centroafricana, Camerún, Guinea Ecuatorial, Gabón y el Golfo de Guinea en las Islas y en los bosques de tierras bajas en alturas de 50 a 500 m s. n. m.

## Taxonomía
Ancistrochilus thomsonianus fue descrita por  (Rchb.f.) Rolfe y publicado en Flora of Tropical Africa 7: 44. 1897.
Etimología
El nombre Ancistrochilus procede de las palabras griegas ankistron = "garfio" y cheilos = "labio" refiriéndose a la forma del labelo.

thomsonianus: epíteto otorgado en honor de "Thompson".
Sinonimia
- Pachystoma thomsonianum Rchb.f. (1879).
- Ipsea thomsoniana (Rchb.f.) Pfitzer in H.G.A.Engler & K.A.E.Prantl (eds.) (1888).[3][4]